# Kyle (ätt)
Kyle är en svensk adlig ätt med nummer 5 på Riddarhuset och namnet Kyle skall ha inkommit till Sverige från Tyskland under Albrekt av Mecklenburg men ätten är utslocknad sedan 1706.
Påvel Klasson Kyle var riksråd i två perioder.
Klas Påvelsson Kyle (död 1535), även kallad Klas till Erstavik (med hänsyftning till Erstavik, Stockholms län), var son till Påvel Kyle. Klas Kyle biträdde Kristina Gyllenstierna vid försvaret av Stockholm 1520 och anklagades av Gustaf Trolle för delaktighet i Sturepartiets påstådda övergrepp mot kyrkan (Stäkets rivning 1518), men undkom blodbadet. Klas Kyle, tillsammans med sin bror Johan, påbörjade i december 1520, befrielsekriget mot Kristian II, detta i Kalmartrakten och cirka en månad innan Gustav Vasa blev utsedd till hövitsman i Dalarna. 
Hans Claesson Kyle var sonsons son till Klas till Erstavik.
Gabriel Eriksson Kyle, överste för Östgöta fotfolk (från 1634 benämnt Östgöta infanteriregemente), var kusin till Hans Claesson Kyle. Gabriel Kyle ledde Svenska Brigaden [första träffens högra flygelbrigad] i slaget vid Lützen 1632 där han blev sårad. Han avled 1644 i Landsberg och blev begraven i Riddarholmskyrkan i Stockholm 1645.
Hans Gabrielsson Kyle, kapten vid Västmanlands regemente, stupade i februari 1706 i slaget vid Fraustadt och slöt ätten.